# Colegiul Național „Alexandru Ioan Cuza” din Focșani

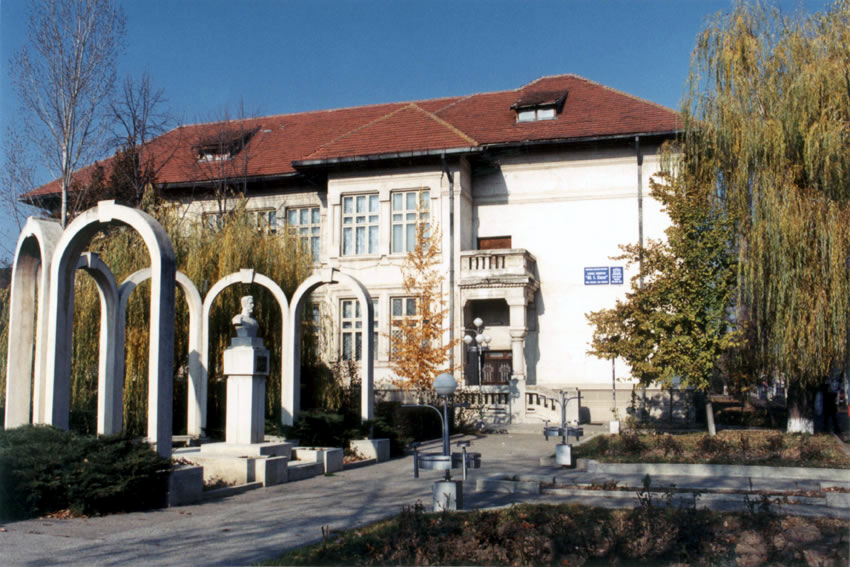

Colegiul Național „Alexandru Ioan Cuza” este unul din cele mai importante licee din Focșani, județul Vrancea, România. A fost fondat în 1864, după ce Alexandru Ioan Cuza, primul domnitor al Principatelor Unite ale Țării Românești și Moldovei, a adoptat o lege privind educația, care instituie învățământul public gratuit și obligatoriu pentru școlile primare. 